# Rio Cătânaşe
O Rio Cătânaşe é um rio da Romênia, afluente do Râul Alb, localizado no distrito de Hunedoara.